# علوم خاک
علوم خاک (Soil Science) دانش مطالعه خاک، بر اساس خصوصیات فیزیکی (مانند بافت یا ساختمان)، شیمیایی (مانند هدایت الکتریکی محلول خاک و میزان سدیم موجود) و زیستی آن است.
دانش خاک‌شناسی خاک را به عنوان ترکیب طبیعی بسیار پیچیده، که از هوازدگی فیزیکی و بیوشیمیایی به وجود آمده مورد بررسی قرار می‌دهد. یک پدولوژیست خاک را به عنوان یک ترکیب مطالعه می‌کند و کاربردهای آن را مد نظر قرار نمی‌دهد.
خاکشناسی به ما کمک می‌کند بهترین کاربرد ممکن را برای خاک‌های مناطق مختلف تعیین نماییم، از آن حفاظت کنیم و کیفیت آن را افزایش دهیم. علاوه بر این، خاکشناسی شیوه‌های کشت بدون خاک گیاهان (کشت هایدروپونیک) را نیز در بر می‌گیرد. پژوهشگران رشته خاکشناسی با بررسی مواد و شرایط مورد نیاز زندگی گیاهان، امکان رشد گیاه در محیط‌های بدون خاک را فراهم می‌کنند.
کارشناسان خاکشناس میزان مواد غذایی موجود در خاک‌های مناطق مختلف را بررسی می‌کنند و بهترین راه افزایش میزان مواد مورد نیاز و کاهش آثار سوء موادی که میزان آن از حد طبیعی بیشتر است را بیان می‌کنند و در صورتیکه خاک از لحاظ مواد غذایی متعدد دچار کمبود باشد، راه حل‌های ترکیبی (مانند کود فسفات آمونیوم) ارائه می‌دهند.
خاکشناسان می‌توانند با شیوه‌های غیرعادی، مثلاً با اضافه نمودن گچ به خاک سدیمی و شستشوی مداوم آن، ساختار شیمیایی و با شخم مناسب و اضافه نمودن کودهای گیاهی به خاک، ساختار فیزیکی آن را بهبود بخشند. آن‌ها گیاهان و جاندرانی را که می‌توانند باعث بهبود کیفیت خاک از نظر شیمیایی یا فیزیکی شوند را براساس نوع خاک پیشنهاد می‌کنند؛ مثلاً برای خاک‌هایی که دارای کمبود نیتروژن هستند شبدر یا یونجه پیشنهاد می‌کنند و برای خاک‌هایی که به شدت فشرده شده‌اند ولی ساختار شیمیایی مناسبی دارند کرم خاکی پیشنهاد می‌کنند.

## شاخه‌های دانش خاکشناسی
دانش خاک‌شناسی خاک هارا از دو جنبه تحت بررسی می‌دهد و بر همین اساس به دو رشته تقسیم می‌شود.
1. -پدولوژی یا خاک‌پژوهی خاک‌ها را به عنوان مواد طبیعی بسیار پیچیده، که از هوازدگی فیزیکی و زیست‌شیمیایی به وجود آمده مورد بررسی قرار می‌دهد. یک پدولوژیست خاک را به عنوان یک ترکیب مطالعه می‌کند و کاربردهای آن را مد نظر قرار نمی‌دهد.
2. -ادافولوژی خاک را به عنوان محیط زیست، رشد و نمو گیاهان مورد بررسی قرارمی‌دهد. ادافولوژیست‌ها ویژگی‌های خاک را از دیدگاه حاصلخیزی مورد بررسی قرار می‌دهند.

باید در نظر گرفت دانش خاک‌شناسی به‌طور عمومی ترکیبی از این دو شاخه‌است و نمی‌توان آن‌ها را دقیقاً از هم تفکیک کرد.

## رشته دانشگاهی خاکشناسی
خاکشناسی یکی از شاخه‌های رشتهٔ کشاورزی است. این رشته با رشته‌های مهندسی شیمی و مهندسی عمران نیز رابطهٔ نسبتاً نزدیکی دارد. مهندس خاکشناس علاوه بر تسلط بر دانش شیمی (شیمی عمومی، شیمی آلی، زیست‌شیمی، شیمی تجزیه و خصوصاً شیمی خاک)، دارای دانش فنی کافی در زمینهٔ نقشه‌برداری و بررسی تصاویر هوایی و تصاویر ماهواره‌ای هم می‌باشد.

## گرایش‌های مهم رشته خاکشناسی
دانش خاکشناسی دارای گرایش‌های تخصصی متعددی می‌باشد که گرایش‌های خاکشناسی در مقطع کارشناسی ارشد قابل انتخاب است.
گرایش‌های مقطع کارشناسی ارشد:
1. -شیمی خاک
2. -فیزیک خاک
3. -بیولوژی و بیوتکنولوژی خاک
4. -آلودگی خاک
5. -حاصلخیزی خاک
6. -فرسایش خاک
7. -پیدایش ورده بندی خاک

در گذشته گرایش بر اساس موضوع پایان‌نامه تعیین می‌شد و یکی از گرایش‌های فوق به دانشجو اختصاص داده می‌شد، اما در حال حاضر رشته خاکشناسی به دو زیر رشته تحت عناوین «مدیریت حاصلخیزی و زیست فناری خاک» با دو گرایش ۱- شیمی، حاصلخیزی خاک و تغذیه گیاه و ۲- بیولوژی و بیوتکنولوژی خاک و نیز رشته «مدیریت منابع خاک» با دو گرایش ۱- فیزیک و حفاظت خاک و ۲- منابع خاک و ارزیابی اراضی، تقسیم‌بندی می‌شوند و علاقه‌مندان باید با قبولی در آزمون کارشناسی ارشد که توسط سازمان سنجش آموزش برگزار می‌شود به این رشته‌ها وارد شوند.